# Francesc Miralles Bofarull
Francesc Miralles Bofarull (Tarragona, 1940) és un crític i historiador català de l'art.

## Biografia
Format a la Universitat de Barcelona, en fou molts anys professor. Treballà a Ediciones Destino i fou director de l'Escola Massana de Barcelona. Va ser designat primer director del Museu d'Art Contemporani de Barcelona (MACBA), però poc abans de la inauguració la designació fou revocada sense explicacions. Ha estat molts anys crític d'art al setmanari Destino, i al diari La Vanguardia, entre altres publicacions. Va dirigir la important revista d'història de l'art Estudios Pro-Arte.
Coordinà la Història de l'art Català d'Edicions 62 (des del 1982), i hi publicà el volum corresponent al segle xx, primera aproximació seriosa i basada en fonts sòlides sobre l'art català contemporani. Ha publicat nombrosos llibres, especialment monografies d'artistes actuals (Pla-Narbona, Gerard Sala, Elena Paredes, Daniel Argimon, Josep S. Jassans, entre d'altres), però les seves aportacions principals són la monografia Anglada-Camarasa (1981) (en col·laboració amb Francesc Fontbona), que conté el catàleg raonat de la seva pintura, la monografia-catàleg sobre els dibuixos del mateix Anglada (2006), la monografia més extensa apareguda sobre el ceramista Llorens Artigas (1992), també amb catàleg de la seva obra, i un conjunt de monografies sobre Joaquim Mir, que han representat l'estudi d'aquest pintor per etapes i que han convertit Miralles en el principal expert de Mir. Arran d'aquests coneixements fou ordenat comissari de la retrospectiva de l'artista que es va fer durant el 2009 al Caixaforum de Barcelona. També ha publicat monografies sobre Oleguer Junyent (1994), Josep Maria Mallol Suazo (1995) i Pere Pruna (1998).
El 2010 va cedir el seu arxiu i biblioteca a la ciutat de Mataró. Documentació que el 2023 no estava encara a disposició del públic.

## Alguns llibres publicats
- Crònica i treballs del dibuixant, gravador i escultor Pla-Narbona (amb Francesc Fontbona). Barcelona: Curial, 1974.
- Anglada Camarasa (amb Francesc Fontbona). Barcelona: Polígrafa, 1981.
- Anglada-Camarasa. Dibujos. Catálogo razonado, amb Francesc Fontbona, Barcelona: Mediterrània, 2006.
- Francesc Gimeno, passió i llibertat, Barcelona: Viena Edicions, 2005.
- Història de l'Art Català. Del modernisme al noucentisme (1888-1917) (amb Francesc Fontbona), Barcelona: Ed. 62, 1985. ISBN 84-297-2282-3.
- Joaquim Mir a Andorra, Barcelona: Viena Edicions ISBN 84-8330-364-7.
- Joaquim Mir a Vilanova, Barcelona: Viena Edicions, 2007.
- Joaquim Mir al Camp de Tarragona, Barcelona: Columna, 1998.
- Lluís Maria Güell Cortina, col·laboració
- Pere Pruna, Barcelona: Lunnwerg, 1998.
- Josep Maria Mallol Suazo, Barcelona: Lunnwerg, 1995.